# Acid test
Acid test je naziv za seriju zabava koje su tokom 1960-ih organizovali Ken Kizi i Vesele šaljivdžije, a na kojima se probavao acid, odnosno LSD.
Ken Kizi je bio veliki promoter LSD-a na području San Franciska. Početkom 1960-ih preselio se u La Hondu, posjed pedeset milja južno od San Francisca, gdje je razvio pravu psihodeličnu komunu. La Honda je postala okupljalište umjetnika, pjesnika i muzičara.
Tu je Kesey počeo s praksom tzv. acid testova, tj. okupljanja istomišljenika radi zajedničke konzumacije halucinogenih sredstava i rasprava o učincima. Oni koji su htjeli sudjelovati na njegovim acid-testovima bili su obavezni obući se što luđe i platiti simboličan doprinos u iznosu od jednog dolara, pri čemu je svatko mogao konzumirati količinu halucinogenih sredstava koliko je mogao podnijeti. Oni kojima je LSD podsticao kreativnost imali su na raspolaganju muzičke instrumente. Svatko je s tim instrumentima mogao raditi što je htio, a najčešce ih je upotrebljavala grupa The Warlocks, koja je kasnije postala slavna pod imenom Grateful Dead.
Glavni opskrbljivač acid-testova drogama bio je Augustus Owsley Stanley III, koji je bio i svojevrstan pokrovitelj grupe Grateful Dead.